# Spelobia typhlops
Spelobia typhlops är en tvåvingeart som först beskrevs av Richards 1965.  Spelobia typhlops ingår i släktet Spelobia och familjen hoppflugor.
Artens utbredningsområde är Illinois. Inga underarter finns listade i Catalogue of Life.